# Бавье, Фрэнсис
Фрэ́нсис Бавье́ (англ. Frances Bavier, 14 декабря 1902 — 6 декабря 1989) — американская актриса.
Бавьер известна по роли тётушки Би в телесериалах Шоу Энди Гриффита (1960—1968) и Mayberry R.F.D. (1968—1970). В 1967 году она выиграла премию «Эмми» за лучшую женскую роль второго плана в комедийном телесериале. В кино она известна по роли в классическом фильме 1951 года «День, когда остановилась Земля».

## Биография
Фрэнсис Бавье родилась в 1902 году в Нью-Йорке. Училась в Колумбийском университете и первоначально хотела стать учительницей. Окончила Американскую академию драматического искусства в 1925 году. 

## Избранная фильмография
- День, когда остановилась Земля / The Day the Earth Stood Still (1951)
- Излучина реки / Bend of the River (1952)
- Горизонты запада / Horizons West (1952)
- Человек на чердаке / Man in the Attic (1953)
- Одинокий рейнджер / The Lone Ranger (1955)
- Солдаты удачи / Soldiers of Fortune (1955)
- Облава / Dragnet (1953—1955)
- Альфред Хичкок представляет / Alfred Hitchcock Presents (1955)
- Перри Мейсон / Perry Mason (1957)
- Театр Дженерал Электрик / General Electric Theater (1957—1959)
- Караван повозок / Wagon Train (1959)
- Сансет-Стрип, 77 / 77 Sunset Strip (1959)
- Всё началось с поцелуя / It Started with a Kiss (1959)
- Сыромятная плеть / Rawhide (1960)
- Гомер Пайл, морпех / Gomer Pyle, U.S.M.C. (1967—1968)
- Шоу Энди Гриффита / The Andy Griffith Show (1960—1968)
- Бенджи / Benji (1974)